# Karl Glöckner
Karl Glöckner (* 28. Dezember 1845 in Eidengesäß, Kurfürstentum Hessen; † 3. Oktober 1953 ebenda, nunmehr Land Hessen) war der letzte noch lebende Veteran des Deutsch-Französischen Krieges von 1870/71 und zum Zeitpunkt seines Todes der älteste Mann Deutschlands.

## Leben
Karl Glöckner wurde im Jahre 1845 in der Mühle des Dorfes Eidengesäß bei Linsengericht, Hessen, geboren. 1867 fand er Anstellung beim Bau der Bahnstrecke zwischen Frankfurt am Main und Bebra und arbeitete dort, bis er zum Kriegsdienst eingezogen wurde. Zu Fuß marschierte er rund 150 km nach Kassel zur Einberufungsbehörde. Im Deutsch-Französischen Krieg diente er als Artillerist. Nach dem Krieg kehrte er nach Hessen zurück und arbeitete ab 1872 als Kutscher in Hanau. Seine Frau verstarb 1907. Das Ehepaar hatte einen Sohn, der noch vor dem Vater verstarb. Sein Enkel kümmerte sich in seinen letzten Lebensjahren um ihn. Zu seinem 107. Geburtstag gratulierte ihm Bundespräsident Theodor Heuss per Brief und lokal stationierte US-Soldaten erwiesen ihm die Ehre.
Er starb im Alter von 107 Jahren, 9 Monaten und 5 Tagen.